# Терновое (Новоукраинский район)
Терновое (укр. Тернове) — село в Добровеличковской поселковой общине Новоукраинского района Кировоградской области Украины.
До 2020 года входило в Добровеличковский район
Население по переписи 2001 года составляло 284 человека. Почтовый индекс — 27023. Телефонный код — 5253. Занимает площадь 0,863 км². Код КОАТУУ — 3521785701.